# Paris (Arkansas)
Paris település az Amerikai Egyesült Államok Arkansas államában, Logan megyében, melynek megyeszékhelye is. Lakosainak száma 3176 fő (2020. április 1.).

## Népesség
A település népességének változása:

| 2010 | 3 532 |
| 2020 | 3 176 |